# Myrcia chapadinhaeana
Myrcia chapadinhaeana là một loài thực vật có hoa trong Họ Đào kim nương. Loài này được Glaz. ex Mattos & D.Legrand mô tả khoa học đầu tiên năm 1975.